# Петров, Петар (футболист)
Петар Атанасов Петров (болг. Пeтъp Aтaнacoв Пeтpoв; род. 20 февраля 1961, Вировско, Врачанская область) — болгарский футболист, игравший на позиции левого защитника.

## Клубная карьера
Профессиональную карьеру начал в 1980 году в составе клуба «Левски». В столичной команде играл до 1989 года, приняв участие в 205 матчах чемпионата. Большинство времени, проведенного в составе «Левски», был основным игроком защиты команды и стал в составе «Левски» трёхкратным чемпионом Болгарии и обладателем Кубка Болгарии.
В 1989 году Петров получил разрешение на выступления за границей, и в этом году стал игроком португальского клуба «Бейра-Мар». В составе клуба из Авейру играл на протяжении 4 лет, проведя в его составе 100 матчей в чемпионате страны.
В 1993 году Петров вернулся на родину, где стал игроком клуба «Берое». В составе команды выступал в течение одного сезона и в 1994 году завершил карьеру.

## Карьера за сборную
Дебют за национальную сборную Болгарии состоялся 28 октября 1981 года в товарищеском матче против сборной Бразилии. Был включён в состав на чемпионат мира 1986 года в Мексике, где сыграл в 3 из 4 матчей сборной на этом турнире. Всего Петров сыграл за сборную 47 матчей.

## Достижения

### «Левски»
- Чемпион Болгарии: 1983/1984, 1984/1985, 1987/1988
- Обладатель Кубка Болгарии: 1983/84